# Aeroportul Concepcion
Aeroportul Concepcion (IATA: CEP, ICAO: SLCP) este un aeroport din Santa Cruz, Bolivia ce deservește zona Concepción⁠(d).
Situat la o altitudine de 497 m, aeroportul dispune de o singură pistă.